# McCausland (Iowa)
McCausland – miasto w Stanach Zjednoczonych, w stanie Iowa, w hrabstwie Scott. Zgodnie ze spisem statystycznym z 2000 roku, miasto liczyło 299 mieszkańców.